# Prealpy Julijskie
Prealpy Julijskie – grupa górska w Prealpach Włoskich i Prealpach Słoweńskich, części Alp Wschodnich. Leży na granicy między Słowenią a Włochami. Najwyższym szczytem jest Monte Plauris, który osiąga wysokość 1958 m. 
Pasmo to graniczy z: Alpami Karnickimi na zachodzie i północnym zachodzie, Alpami Kamnickimi na północnym wschodzie oraz z Prealpami Słoweńskimi na wschodzie.
Najwyższe szczyty:
- Monte Plauris / Lopic - 1958 m,
- Monte Lavara / Golz / Javor - 1906 m,
- Monte Musi - 1878 m,
- Monte Chiampon / Veliki Karman - 1709 m,
- Kobariski Stol - Gran Monte - 1673 m,
- Matajur - 1642 m.